# Panopea generosa
Panopea generosa là một loài nhuyễn thể hai mảnh vỏ sống trong nước mặn thuộc họ Hiatellidae.
Loài này có hình dạng giống với ốc vòi voi.